# جاسر الجاسر
جاسر خالد الجاسر الراجحي (1931 - 16 اغسطس 2002)، عضو سابق في مجلس الأمة الكويتي لخمس دورات عن الدائرة الانتخابية التاسعة - منطقة الروضة، وهو ابن النوخذة «خالد الجاسر الراجحي» عضو لجنة التجنيس في الجنسية الكويتية ومن آخر نواخذة الرشايدة.

## انتخابات مجلس الأمة
| الانتخابات    | الدائرة الانتخابية | المركز            | عدد الأصوات | النتيجة |
| ------------- | ------------------ | ----------------- | ----------- | ------- |
| انتخابات 1963 | الدائرة الثالثة    | المركز التاسع     | 271 صوت     | خسر     |
| انتخابات 1967 | الدائرة الثامنة    | المركز الثاني عشر | 113 صوت     | خسر     |
| انتخابات 1971 | الدائرة الثامنة    | المركز الثاني عشر | 210 صوت     | خسر     |
| انتخابات 1975 | الدائرة الثامنة    | المركز الأول      | 1062 صوت    | فاز     |
| انتخابات 1981 | الدائرة التاسعة    | المركز الأول      | 499 صوت     | فاز     |
| انتخابات 1985 | الدائرة التاسعة    | المركز الأول      | 792 صوت     | فاز     |
| انتخابات 1990 | الدائرة التاسعة    | المركز الأول      | 700 صوت     | فاز     |
| انتخابات 1996 | الدائرة التاسعة    | المركز الأول      | 1104 صوت    | فاز     |

## بعض مساهماته النيابية
تقدم باقتراح طالب من خلاله بالعمل على تكييف المدارس واستجابت الحكومة لهذا المقترح، كما كان للراحل العديد من المواقف الوطنية الجمة من أبرزها توقيعه على الوثيقة آنذاك التي تستنكر تزوير انتخابات مجلس عام 1967 ، و عندما تم طرح المجلس الوطني المؤقت كمخرج لحل الأزمة ترشح له تحت شعار الحفاظ على الدستور، كما كانت مساهمته في العمل النيابي على إعطاء المرأة حقوقها السياسية في الترشح لمجلس الأمة بالإضافة إلى كشفه النقاب عن الكثير من الفساد الإداري والتجاوزات والتعدي على المال العام ..

## أبناؤه
- حجي جاسر الجاسر الراجحي [4]
- يوسف جاسر الجاسر الراجحي
- احمد جاسر الجاسر الراجحي
- باسل جاسر الجاسر الراجحي (عضو مجلس بلدي سابق)[5]
- وليد جاسر الجاسر الراجحي
- عبد الله جاسر الجاسر الراجحي
- نبيل جاسر الجاسر الراجحي
- نواف جاسر الجاسر الراجحي